# Ein süßer Fratz
Ein süßer Fratz, auch unter dem Verweistitel Das rosarote Mannequin bekannt, ist ein US-amerikanisches Filmmusical von Stanley Donen aus dem Jahr 1957. In den Hauptrollen sind Audrey Hepburn und Fred Astaire zu sehen. Der Film beruht auf dem Originaldrehbuch von Leonard Gershe. Die Musik stammt teilweise aus dem Musical Funny Face von George und Ira Gershwin aus dem Jahr 1927, die Filmhandlung hat mit der Handlung des Musicals aber nichts gemein.

## Handlung
Die erfolgreiche Maggie Prescott, Herausgeberin des US-Mode-Magazins Quality, ist nicht oft mit den Ideen ihrer eigenen Mitarbeiter zufrieden. So kommt ihr zuerst der Gedanke, Pink zur neuen Modefarbe auszurufen (dazu der Song Think Pink), und dann die Idee, ein neues Supermodel, die „Quality-Frau“, aufzubauen, das vom berühmtesten Pariser Couturier exklusiv für ihre Zeitschrift ausgestattet werden soll. Diese Frau soll alle Ideale der modernen Frau Amerikas besitzen und somit die Zeitung und Maggie Prescott verkörpern.
Mit ihrem Fotografen Dick Avery und dem Model Marion begibt sie sich nach Greenwich Village, in der Hoffnung, dort in einem intellektuellen, existentialistischen Buchladen vor ungewohnter Kulisse die idealen Bilder machen zu können. Bei diesem Fotoshooting entdeckt Fotograf Avery die unscheinbare Buchhändlerin Jo Stockton, die seiner Meinung nach die neue „Quality-Frau“ werden soll. Allerdings muss er erst Miss Prescott und anschließend Jo Stockton davon überzeugen. Mit einem Trick gelingt es ihm: Obwohl Jo Stockton das Modewesen prinzipiell ablehnt, kann er sie überzeugen, da die Aufnahmen in Paris gemacht werden sollen, wo ihr großes Idol, der Begründer des „Empathikalismus“, Professor Emile Flostre, lebt und lehrt. Der Empathikalismus ist eine parodistische Anspielung auf den Existenzialismus.
Jo Stockton, eine überzeugte Empathikalistin, sieht in dieser Paris-Reise die Chance, den Professor persönlich kennenzulernen. Als sich dann jedoch in Paris herausstellt, dass Professor Flostre mehr an ihrem Körper als an ihrem Geist interessiert ist, verliebt sie sich in den Fotografen Dick, der ihr bereits zuvor den Hof machte. Zunächst noch hin- und hergerissen zwischen ihrer Welt der „Empathie“ und der Welt der Mode, entscheidet sich Jo schließlich für ein Leben als Model, das mit durchschlagendem Erfolg beginnt, und für die Liebe zu Dick.

## Hintergrundinformationen
Stanley Donens Film unterscheidet sich sowohl inhaltlich als auch musikalisch stark vom Gershwin-Musical Funny Face. Nur fünf Gesangsnummern stammen von Gershwin. Fred Astaire war an der Seite seiner Schwester Adele Astaire bereits 1927 in dem Gershwin-Musical zu sehen. Fred Astaires Rolle basiert lose auf der Karriere des Fotografen Richard Avedon.
Anders als in ihrem späteren Musikfilm My Fair Lady singt Audrey Hepburn in diesem Film alle ihrer Lieder selbst. Sie konnte an der Seite von Astaire ihrer großen Leidenschaft nachgehen: dem Tanzen. Einige Szenen wurden auf einer Wiese am Rande von Paris gedreht, doch nachdem es tagelang geregnet hatte und der Boden immer matschiger wurde, gestalteten sich die Dreharbeiten schwierig. Hepburn seufzte: „20 Jahre habe ich darauf gewartet, mit Fred Astaire zu tanzen, und was kriege ich jetzt? Sumpf!“
Im Erscheinungsjahr 1957 war Fred Astaire 58 und Audrey Hepburn 28 Jahre alt.

## Synchronisation
Die Synchronfassung entstand bei der Berliner Synchron zur deutschen Kinopremiere, das Dialogbuch verfasste Fritz A. Koeniger, die Synchronregie übernahm C. W. Burg.
| Rolle                          | Schauspieler   | Dt. Synchronsprecher |
| ------------------------------ | -------------- | -------------------- |
| Jo Stockton                    | Audrey Hepburn | Marion Degler        |
| Dick Avery                     | Fred Astaire   | Hans Nielsen         |
| Maggie Prescott                | Kay Thompson   | Friedel Schuster     |
| Professor Emile Flostre        | Michel Auclair | Friedrich Joloff     |
| Paul Duval                     | Robert Flemyng | Erich Fiedler        |
| Lettie, eine der Sekretärinnen | Ruta Lee       | Sigrid Lagemann      |

## Kritik
- Lexikon des internationalen Films: „Ein witzig und durchgehend schwungvoll inszeniertes Musical mit vielen reizvollen Tanzszenen, die sich in den besten Momenten zu pointierten Parodien steigern. Hervorragend gespielt, großartig die Farbdramaturgie.“

- Evangelischer Filmbeobachter (Kritik Nr. 14/1958): „Aus einem häßlichen Entlein wird ein strahlend schöner Schwan in einer Folge aneinandergereihter Tanz- und Gesangsdarbietungen, die freilich von einer sehr schwachen Rahmenhandlung zusammengehalten werden. Trotz einzelner gelungener Szenen eine Enttäuschung.“

## Auszeichnungen
Der Film wurde im Jahr 1958 viermal für einen Oscar nominiert, in den Kategorien „Bestes Kostüm“, „Beste Ausstattung“, „Beste Kamera“ und „Bestes Original-Drehbuch“.